# زودوست‌اشتایرمارک
زودوست‌اشتایرمارک (به آلمانی: Südoststeiermark District) یک شهرستان در اتریش است که در اشتایرمارک واقع شده‌است. زودوست‌اشتایرمارک ۸۵٫۹۲۱ نفر جمعیت دارد.